# Díptico de Wilton
O Díptico de Wilton (The Wilton Diptych) é uma obra de um pintor anônimo do século XIV, muitas vezes chamado de Mestre do Díptico de Wilton. Este artista foi ativo na Inglaterra de 1390 a 1395 e pertence ao estilo Gótico internacional. Permaneceu por muitos anos na Wilton House, de onde derivou seu nome.
O quadro consiste em um pequeno retábulo com dois painéis que se abrem para a observação da imagem. Foi pintado em  têmpera sobre uma tela de 45,7 x 29,2cm, tendo sido produzido em 1395 ou mais tarde. Está hoje na National Gallery em Londres. 
Foi criado para o Rei Ricardo II de Inglaterra, que está representado na imagem à esquerda junto com Eduardo, o Confessor, São Edmundo Mártir e São João Batista. No lado direito está a Virgem e o Menino. 
O fato da obra ter permanecido intacta é surpreendente porque poucas imagens restaram na Inglaterra após o período de iconoclastia que se seguiu à execução de Carlos I de Inglaterra. 

## Autor
O autor da obra, conhecido como Mestre do Díptico de Wilton, nunca foi identificado ou associado com nenhuma outra obra de arte. As semelhanças mais próximas ao seu estilo vêm em alguns manuscritos da década de 1410. O facto de a pintura datar do momento em que o estilo gótico internacional era  parecido em várias cortes europeias dificulta a identificação do pintor. A possibilidade de o autor ser inglês é bastante pequena, já que, com exceção do retrato de Richard de Westminster, poucos trabalhos podem ser comparados com o estilo do Díptico de Wilton. A nacionalidade francesa do autor é a mais provável, sendo a segunda melhor hipótese a italiana. Alguns historiadores da arte, porém, apontam para a possibilidade de um artista boêmio, trazido para a Inglaterra pela primeira esposa de Ricardo II, Ana da Boémia.
A obra foi documentada pela primeira vez em 1649, em um inventário da coleção de arte de Carlos I, que lhe foi entregue por Sir James Palmer. Depois, passou para os Condes de Pembroke, que o mantiveram em Wilton House, que lhe deu onome , até ser comprado pela National Gallery em 1929.